# Raymond Mpezele
Raymond Mpezele (* 7. Mai 1939 in Bulanda) ist ein sambischer Geistlicher und emeritierter römisch-katholischer Bischof von Livingstone.

## Leben
Raymond Mpezele empfing am 7. September 1969 die Priesterweihe.
Papst Johannes Paul II. ernannte ihn am 3. Mai 1985 zum Bischof von Livingstone. Die Bischofsweihe spendete ihm der Bischof von Monze, James Corboy SJ, am 7. Juli desselben Jahres; Mitkonsekratoren waren Adrian Mung’andu, Erzbischof von Lusaka, und Elias White Mutale, Erzbischof von Kasama.
Papst Franziskus nahm am 18. Juni 2016 seinen altersbedingten Rücktritt an.